# Géus-d'Arzacq
Géus-d'Arzacq é uma comuna francesa na região administrativa da Nova Aquitânia, no departamento dos Pirenéus Atlânticos. Estende-se por uma área de 4,13 km². Em 2010 a comuna tinha 200 habitantes (densidade: 48,4 hab./km²).